# John Brayford
John Robert Brayford (Stoke-on-Trent, Staffordshire, Inglaterra; 29 de diciembre de 1987) es un futbolista inglés. Juega de defensa y su equipo actual es el Burton Albion de la League One de Inglaterra.

## Trayectoria
Comenzó su carrera en el Burton Albion cuando el club estaba en la National Conference. Jugó además en Crewe Alexandra, Derby County y Cardiff City.
Llegó a préstamo al Sheffield United en 2014, donde fichó de manera permanente por el club en 2015.
Regresó al Burton Albion en 2017.

## Clubes
| Club                      | País       | Año           |
| ------------------------- | ---------- | ------------- |
| Burton Albion             | Inglaterra | 2006-2008     |
| Crewe Alexandra           | Inglaterra | 2008-2010     |
| Derby County              | Inglaterra | 2010-2013     |
| Cardiff City              | Gales      | 2013-2015     |
| Sheffield United (cesión) | Inglaterra | 2014          |
| Sheffield United          | Inglaterra | 2015-2017     |
| Burton Albion (cesión)    | Inglaterra | 2016-2017     |
| Burton Albion             | Inglaterra | 2017-presente |